# Црква Свете Тројице у Мајдану
Црква Свете Тројице у Мајдану налази се у самом центру горњомилановачког села Мајдан.

## Историјат
Надомак Цркве Свете Тројице некада је постојала и црква брвнара; срушена је око 1813. године, највероватније услед неуспеха Првог српског устанка. Недуго потом подигнут је нови храм од стране јереја Саве Поповића. О томе постоји и доказ – запис његовог потомка (ктитора данашње цркве) који се налази на југозападној фасади. Међутим, Ћаја-паша је током Другог српског устанка на путу ка Чачку прошао кроз Мајдан и спалио брвнару за коју се претпоставља да је била црква подигнута захваљујући Поповићу.
Данашња Црква је у средишту насеља, на потесу званом Ријека. У близини се налазе школа и задружни дом. Саграђена је 1891. године захваљујући парохијану и свештенику Сретену Поповићу, а у томе му је значајно помогао и краљ Александар Обреновић. О томе сведочи натпис који се налази одмах изнад улазних врата: „На зидање храма св. Тројице приложи Његово величанство Краљ Александар I 600. динара за вечити спомен своје владавине 1891. године.” Године 1893. осветио ју је епископ Сава Бараћ Дечанац.
Током Првог светског рата читава архива ове цркве је спаљена, чиме су изгубљени подаци о њеним пројектантима и градитељима.
Када је дошло до смене династија и доласка Карађорђевића на власт 1903. године, северно од цркве сазидана је масивна, једноставна звонара, са натписом који је из непознатих разлога остао незавршен: „Ова Звонара Зидана 1903. г. При ПЕТРУ I Српском КРАЉУ Карађорђевићу и Епископу Жичком Сави Дечанцу и Свештенику Сретену Поповићу. А…”
У септембру 2020. године настављена је обнова ове цркве. Циљ је санација влаге која се појавила на зидовима. Врши се ископ и то као припрема за израду дренаже, кишне канализације, громобрана и платоа на којем ће се одржавати и литије.

## Опис
Сазидана је у српско-византијском стилу. Основа јој је у облику слободног крста, док је у пресеку бродова велика елегантна купола која храму даје монументалан изглед. 
Аутор иконописа је македонски сликар Настас Томић (1845 – 1900).